# Children 18:3
Children 18:3 ist eine christliche Punkband aus Morris, Minnesota (USA). Die 1999 gegründete Band besteht aus den drei Geschwistern David Hostetter (E-Gitarre, Gesang), Lee-Marie Hostetter (E-Bass, Gesang) und Seth Hostetter (Schlagzeug).

## Geschichte
Children 18:3 wurde 1999 von den Brüdern David (E-Gitarre) und Seth Hostetter (Schlagzeug) gemeinsam mit drei Freunden an E-Bass, Trompete und Saxophon als Ska-Band gegründet. Der Name Children 18:3 bezieht sich auf das Matthäus-Evangelium, wo es heißt:

„Wahrlich, ich sage euch, wenn ihr nicht umkehrt und werdet wie die Kinder, so werdet ihr keinesfalls in das Reich der Himmel hineinkommen.“

Bereits im Jahr 2001 verließen der Bassist und die Bläser die Gruppe und David und Seth Hostetters Schwester Lee-Marie übernahm den Bass. Children 18:3 orientierte sich musikalisch um hin zum Punkrock und veröffentlichte 2004 die erste Demo-EP Places I Don’t Want to Go. 2005 gewann die Band einen lokalen Musikwettbewerb in Minneapolis und erhielt als Preis die Möglichkeit, in einem Tonstudio kostenlos aufzunehmen. Dort entstand die nächste EP Songs of Desperation, die 2006 veröffentlicht wurde. Eine Kopie des Tonträgers sandte Children 18:3 an Brandon Ebel von Tooth & Nail, der sie bereits als Juror bei dem Bandwettbewerb gesehen hatte. Im Januar 2007 nahm Tooth & Nail die Gruppe unter Vertrag.
Im Februar 2008 erschien das Debütalbum Children 18:3, mit dem der Band der Einstieg in die Top Heatseekers auf Platz 23 gelang. Es folgten Tourneen im Vorprogramm von Norma Jean und Haste the Day, 2009 trat die Band erstmals bei der Christmas Rock Night auf. Im Juni 2010 folgte das zweite Album Rain’s A Comin’. Zu den Singles All My Balloons are Poppin (2008) und Cover Your Eyes (2010) drehte die Band Musikvideos. Im Juni 2012 erschien das dritte Studioalbum On the Run, es erreichte Platz 27 der Top Heatseekers.

## Diskografie
- 2004: Places I Don’t Want to Go (EP, Eigenverlag)
- 2006: Songs of Desperation (EP, Eigenverlag)
- 2008: Children 18:3 (Studioalbum, Tooth & Nails)
- 2010: Rain’s A Comin’ (Studioalbum, Tooth & Nails)
- 2012: On the Run (Studioalbum, Tooth & Nails)
- 2015: Come In (Studioalbum, Tooth & Nails)